# Širvintos
Širvintos è una città della Lituania, situata nella contea di Vilnius. Essa è inoltre il capoluogo del comune distrettuale di Širvintos.